# 觀點中心

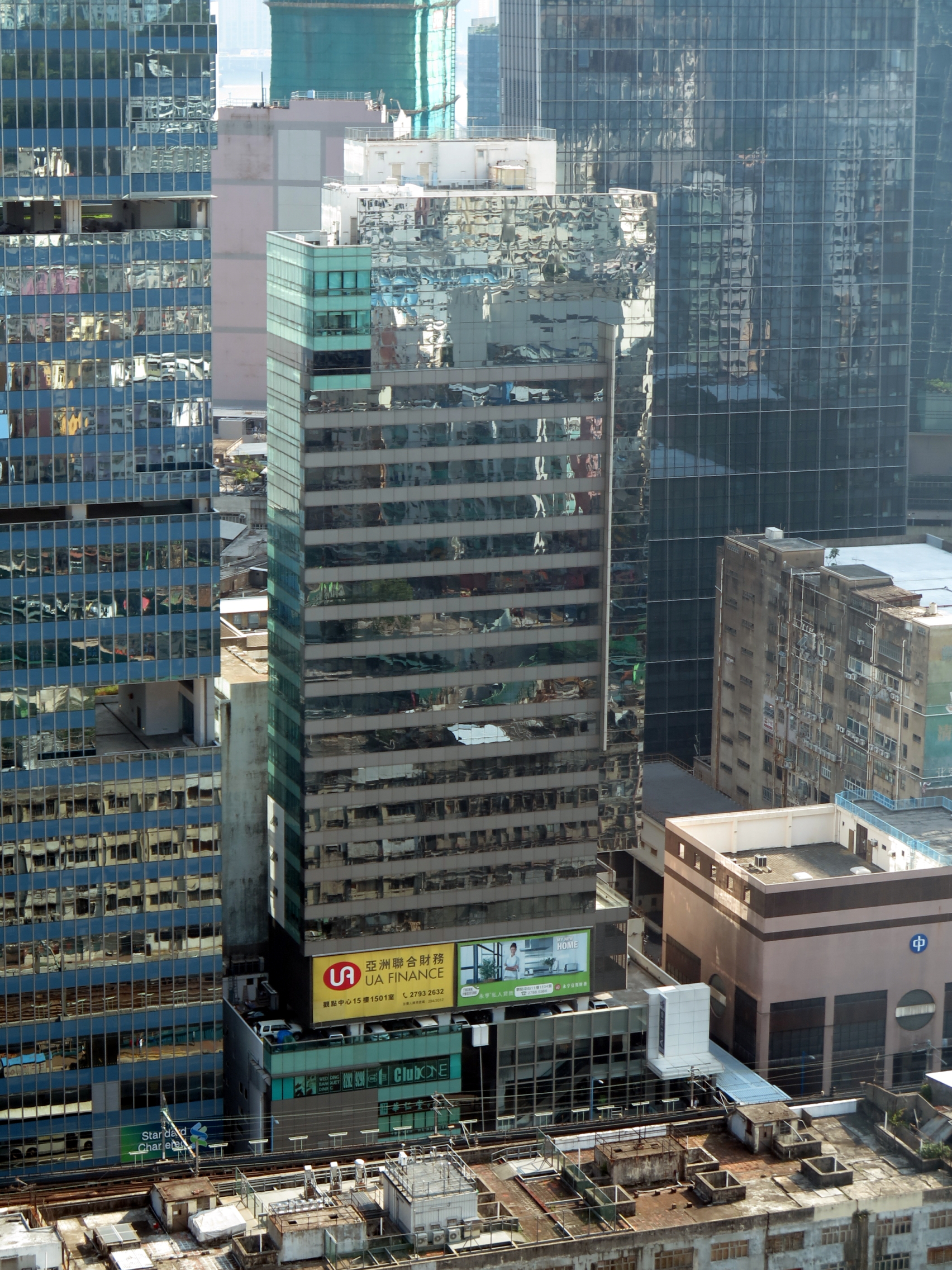
觀點中心

22°18′46″N 114°13′27″E / 22.312912°N 114.22421199999997°E
觀點中心（英語：Kwun Tong View）位於香港九龍觀塘觀塘道410號的寫字樓及商場項目，建築師為馬梁建築師事務所，於2002年3月落成（23年前）。
觀點中心原址為利民工業大廈，利民實業在2001年補地價後重建成商廈。物業05年9月獲 IP Property Fund Asia以5.28億元購入。2007年再以7億元售出，買家為顯盈有限公司。2014年，豐泰地產於斥資約逾14億港元購入觀點中心。2016年9月，泓富產業信託宣佈以18.75億港元購入觀點中心。但泓富產業信託的收購最後在股東特別大會被否決。2017年，於交易告吹僅僅半年後再獲投資者近20億元洽購，較半年前成交價高約7%2017年5月4日高力國際表示，豐泰地產旗下觀塘道410號觀點中心，由本地投資者以2.55億美元或19.9億港元購入，呎價約14,000港元。

## 食肆
- 小火焰韓式咖啡餐廳
- 煌府盛薈，之前原址由會所1號九龍東分店

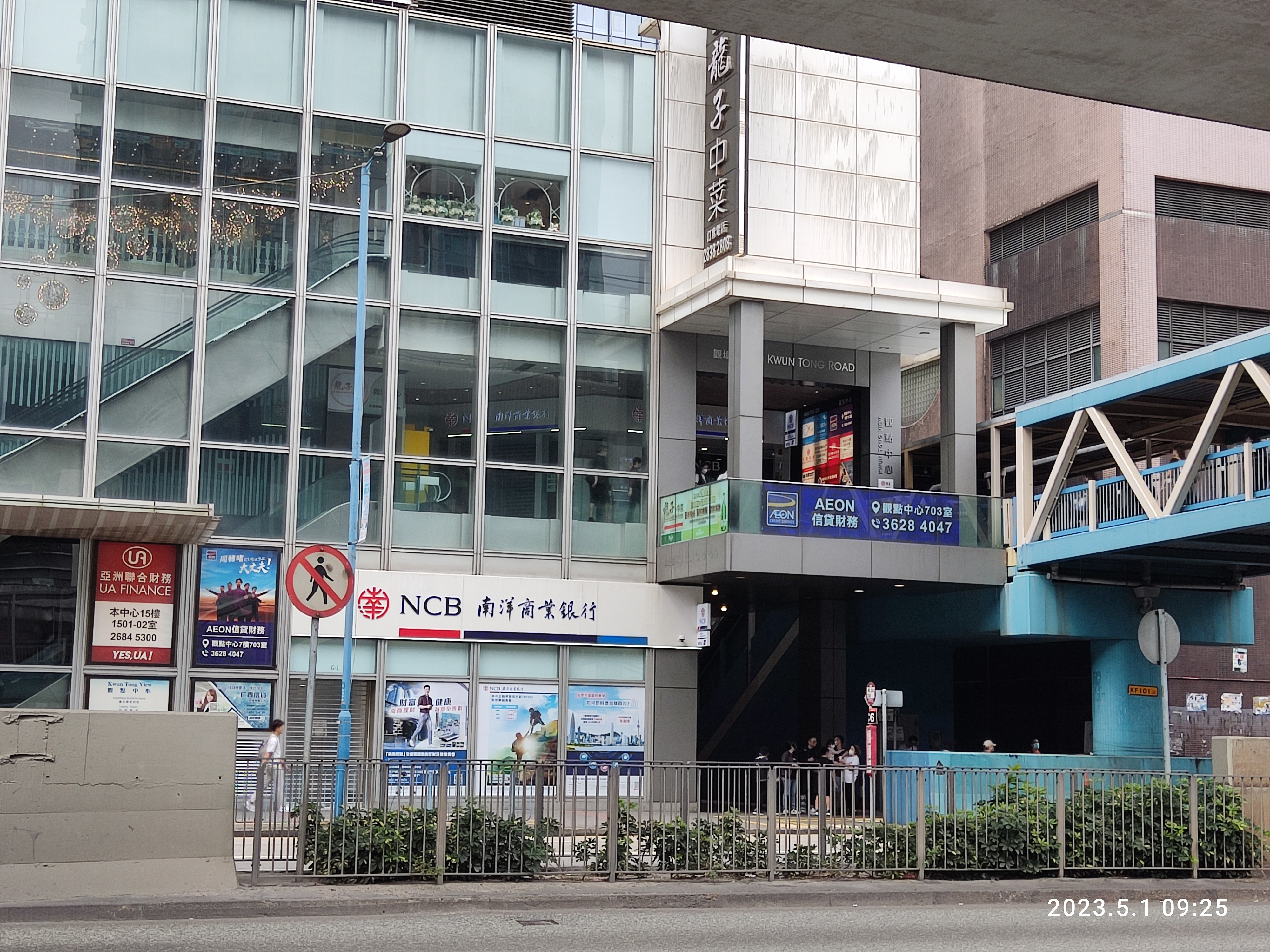
觀點中心（2023年）